# Posició del trípode

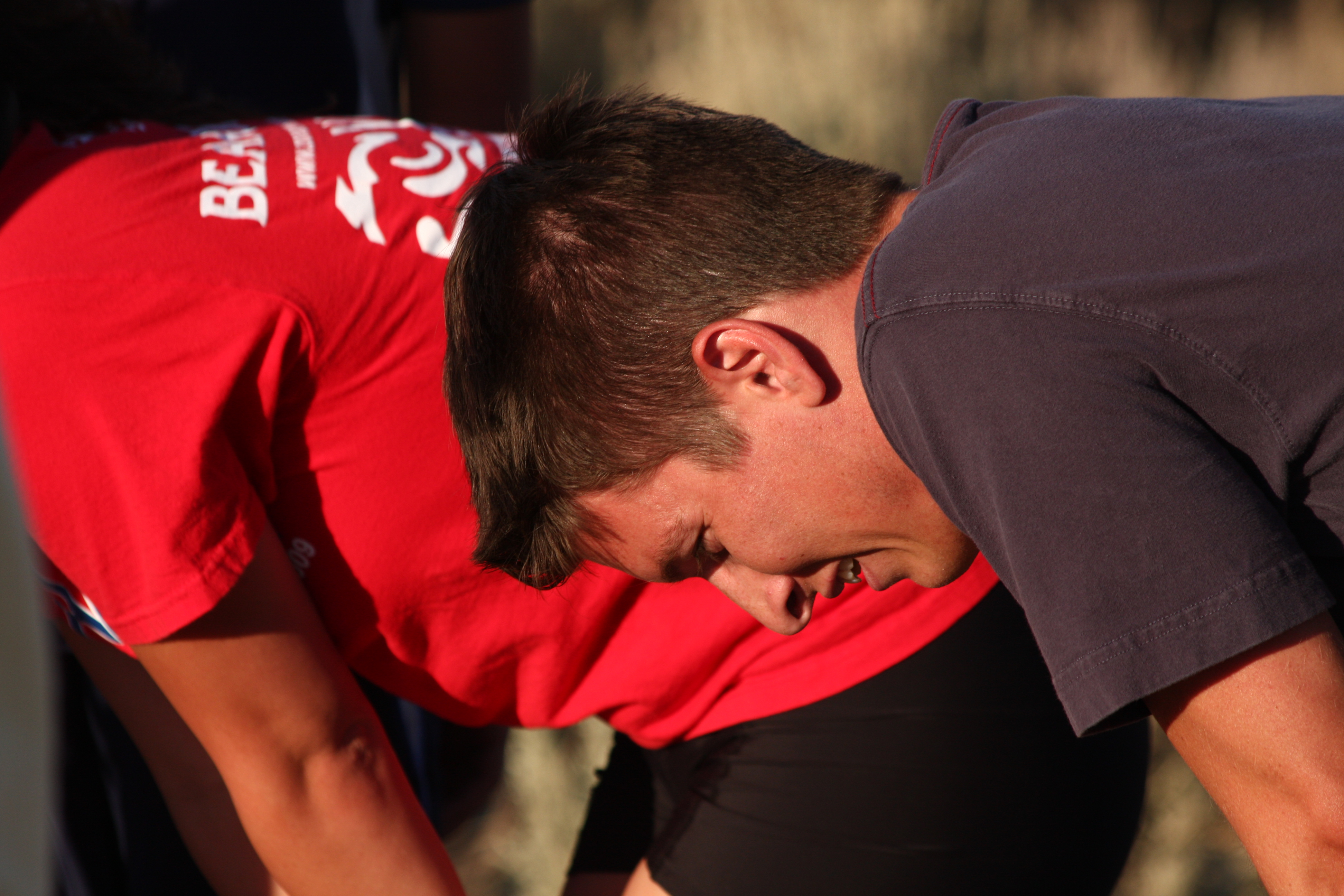
La posició del trípode es adoptada per les persones quan es queden sense alè o quan experimenten dificultat respiratòria degut a alguna afecció.

La posició del trípode és una postura física sovint adoptada per les persones que experimenten dificultat respiratòria (com pacients de malaltia pulmonar obstructiva crònica) o que estan senzillament sense alè (com una persona que acaba de fer un esprint). En la posició del trípode, la persona s'inclina cap endavant i recolzant la part superior del cos amb les mans als genolls o en una altra superfície. Entre els professionals mèdics, un pacient que adopta aquesta posició es considera indicatiu que el pacient pot tenir una afecció respiratòria. Quan hi ha dolor al pit sense tenir una respiració accelerada, la posició del trípode pot indicar pericarditis aguda.
Es creu que aquesta posició optimitza la mecànica de respiració per aprofitar els músculs accessoris del coll i pit superior per aconseguir més aire per als pulmons. Segons Schwartzstein i Parker, "amb la posició dels braços assegurats, la contracció dels pectorals produeix una elevació de la paret anterior del tòrax."
Tanmateix, un estudi indi del 2007 sobre la posició del trípode en pacients de MPOC apuntava que no havia cap efecte útil significatiu, la qual cosa deixa obert l'estudi d'aquesta reacció instintiva.